# Restaurante de comida rápida

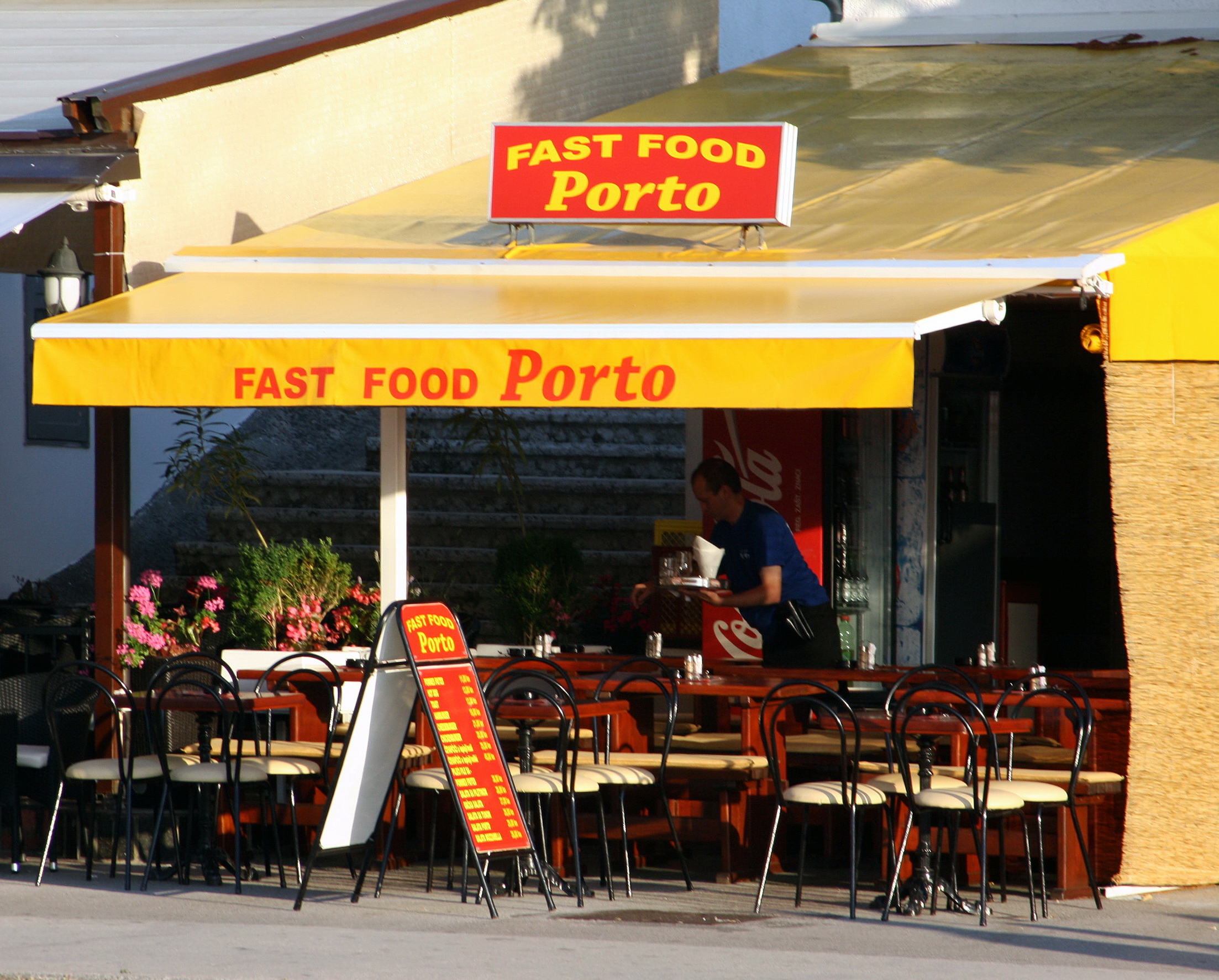
Un restaurante de comida rápida en el puerto de Malinska, Croacia.

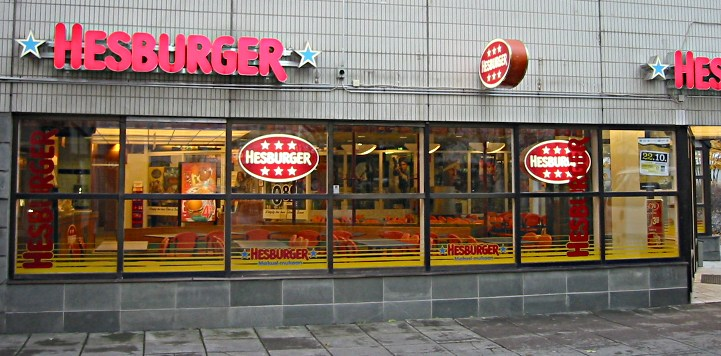
Un restaurante de comida rápida Hesburger en Tapiola, Espoo, Finlandia.

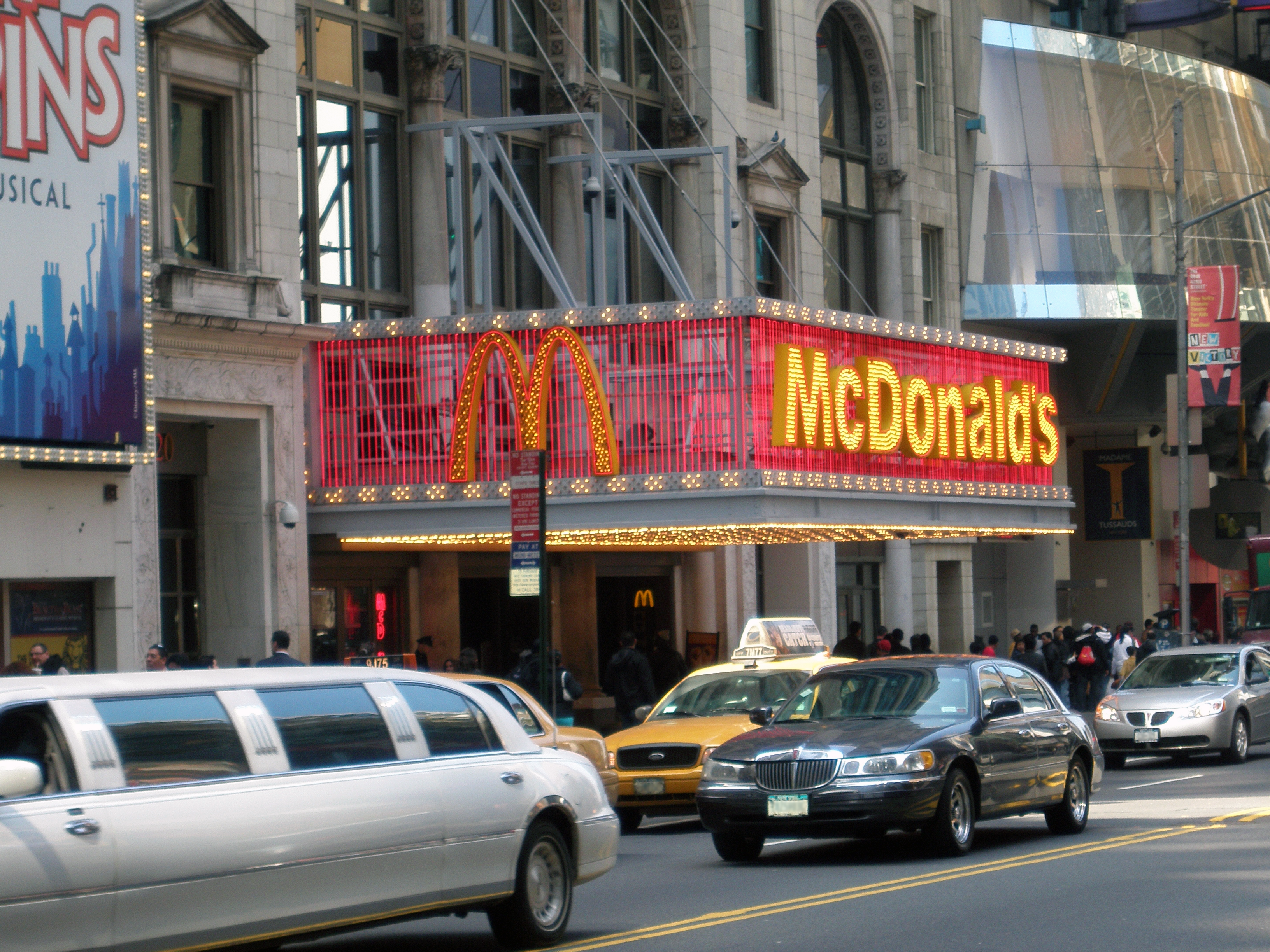
Un restaurante McDonald's en Nueva York.

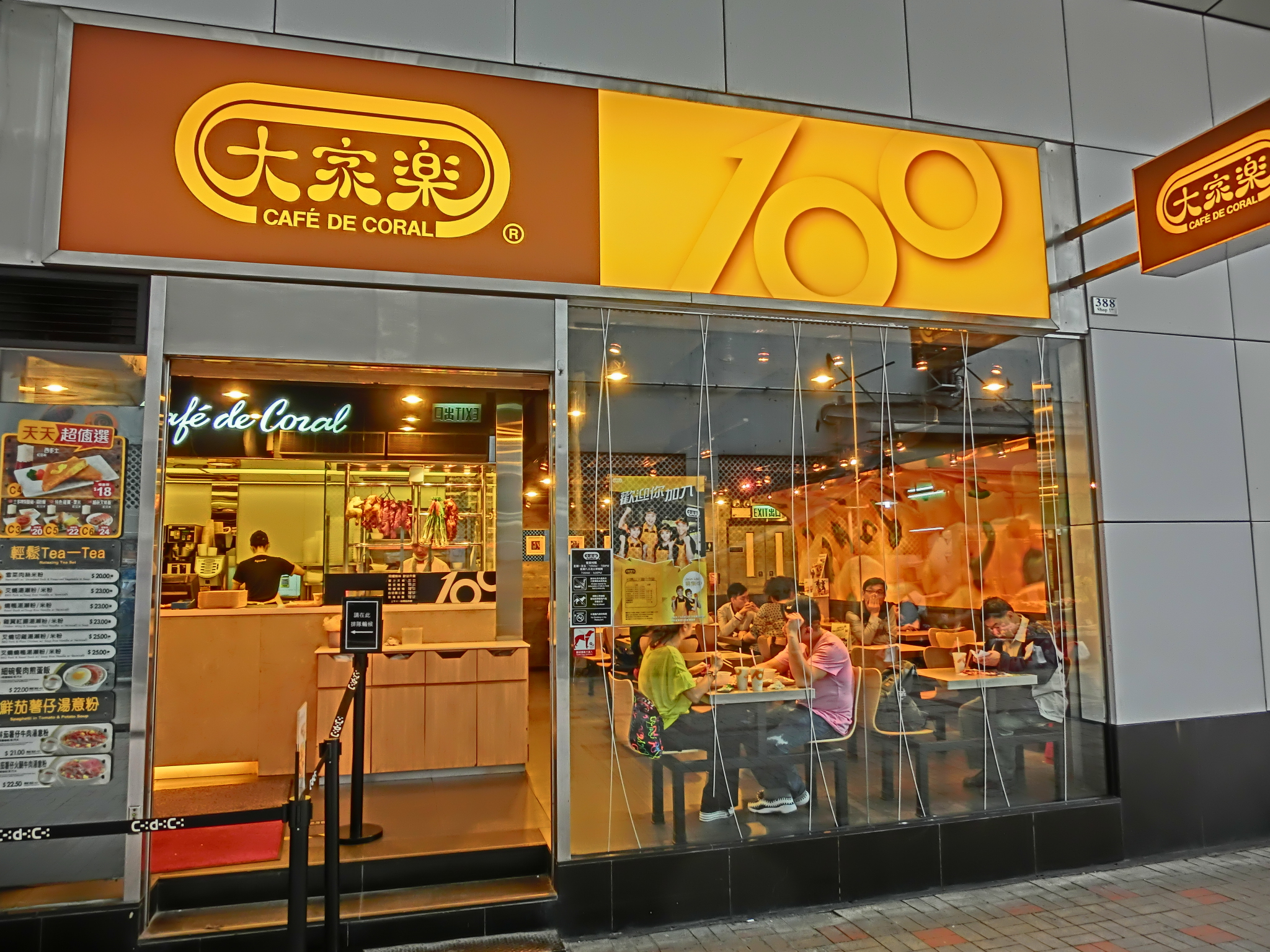
Un restaurante Café de Coral en Hong Kong.

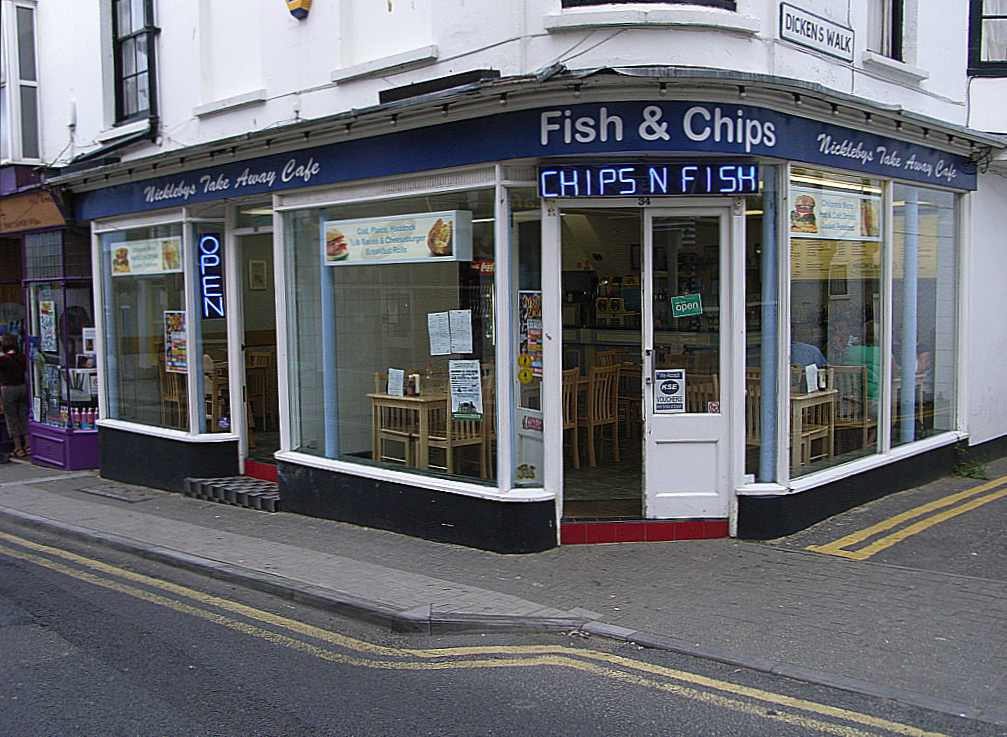
Una tienda de pescado y papas fritas en Broadstairs, Kent, Inglaterra.

Un restaurante de comida rápida, también conocido como quick-service restaurant (QSR) dentro del sector, es un tipo específico de restaurante que sirve comida rápida y cuenta con un servicio de mesa básico. La comida que se sirve en los restaurantes de comida rápida suele formar parte de una «Dieta occidental estándar», y se ofrece a partir de un menú limitado, se cocina a granel con antelación y se mantiene caliente, terminada y envasada al momento, y normalmente está disponible para llevar, aunque puede proveerse asientos. Los restaurantes de comida rápida suelen formar parte de una cadena de restaurantes o de una franquicia que suministra ingredientes estandarizados y/o alimentos y suministros parcialmente preparados a cada restaurante a través de canales de suministro controlados. El término «comida rápida» fue reconocido en un diccionario por Merriam-Webster en 1951.
Podría decirse que los restaurantes de comida rápida nacieron en Estados Unidos con White Castle en 1921. En la actualidad, las cadenas de comida rápida fundadas en Estados Unidos, como McDonald's (1940) y KFC (1952), son multinacionales con establecimientos en todo el mundo.
Entre las variantes del concepto de restaurante de comida rápida se encuentran los restaurantes fast-casual y las gastronetas. Los restaurantes fast-casual tienen un mayor porcentaje de comensales sentados y ofrecen un híbrido entre el servicio de mostrador típico de los restaurantes de comida rápida y el servicio de mesa tradicional. Las gastronetas (también llamados food trucks) suelen aparcar a las afueras de los lugares de trabajo y son populares entre los trabajadores de las fábricas.

## Historia
En 1896 se inauguró el primer restaurante de autoservicio (el Stollwerck-Automatenrestaurant) en la Leipziger Straße de Berlín.

### Estados Unidos

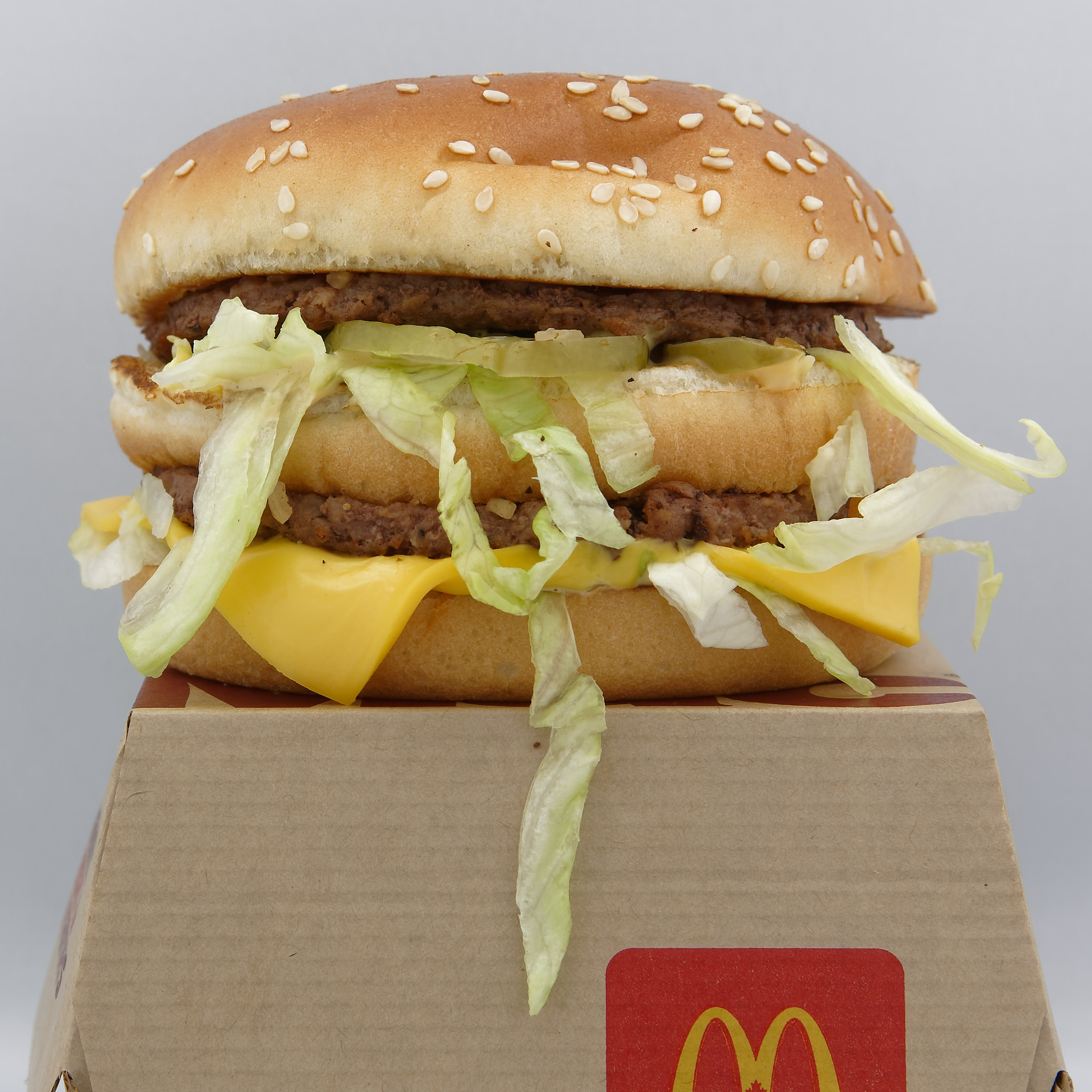
La hamburguesa Big Mac debutó en 1967.

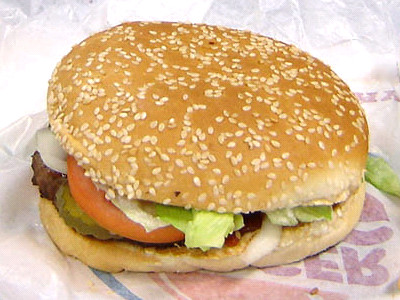
El sándwich Whopper de Burger King debutó en 1957.

Algunos remontan la historia moderna de la comida rápida en Estados Unidos al 7 de julio de 1912, con la apertura de un restaurante de comida rápida llamado Automat en Nueva York. El Automat era una cafetería con sus comidas preparadas detrás de pequeñas vitrinas y ranuras que funcionaban con monedas. Joseph Horn y Frank Hardart ya habían abierto el primer Horn & Hardart Automat en Filadelfia en 1902, pero su «Automat» en Broadway y la calle 13, en Nueva York, causó sensación. Se construyeron numerosos restaurantes Automat por todo el país para hacer frente a la demanda. Los Automat siguieron siendo muy populares durante las décadas de 1920 y 1930. La empresa también popularizó el concepto de comida para llevar, con su eslogan «Menos trabajo para mamá» (en inglés: Less work for Mother).
La mayoría de los historiadores coinciden en que la empresa estadounidense White Castle fue el primer establecimiento de comida rápida, que empezó en Wichita (Kansas) en 1916 con puestos de comida y se fundó en 1921, vendiendo hamburguesas a cinco céntimos la unidad desde sus inicios y engendrando numerosos competidores y emuladores. Sin embargo, lo cierto es que White Castle realizó el primer esfuerzo significativo por estandarizar la producción de alimentos, el aspecto y el funcionamiento de las hamburgueserías de comida rápida. El sistema White Castle de William Ingram y Walter Anderson creó la primera cadena de suministro de comida rápida para suministrar carne, panecillos, artículos de papelería y otros suministros a sus restaurantes, fue pionero en el concepto de cadena de restaurantes de hamburguesas multiestatal, estandarizó el aspecto y la construcción de los propios restaurantes e incluso desarrolló una división de construcción que fabricaba y construía los edificios prefabricados de los restaurantes de la cadena. El sistema de servicio rápido de McDonald's y, mucho más tarde, los establecimientos McDonald's de Ray Kroc y la Hamburger University se basaron en principios, sistemas y prácticas que White Castle ya había establecido entre 1923 y 1932.
El restaurante de hamburguesas más asociado por el público con el término «comida rápida» fue creada por dos hermanos originarios de Nashua, Nuevo Hampshire. Richard y Maurice McDonald abrieron un drive-in barbacoa en 1940 en la ciudad de San Bernardino, California. Tras descubrir que la mayor parte de sus beneficios procedían de las hamburguesas, los hermanos cerraron el restaurante durante tres meses y lo reabrieron en 1948 como puesto ambulante que ofrecía un menú sencillo de hamburguesas, papas fritas, batidos, café y Coca-Cola, servidos en envoltorios de papel desechables. Como resultado, podían producir hamburguesas y papas fritas constantemente, sin esperar a los pedidos de los clientes, y podían servirlas inmediatamente; las hamburguesas costaban 15 céntimos, aproximadamente la mitad que en un diner típico. Su método de producción racionalizado, que bautizaron como Speedee Service System, estaba influido por las innovaciones de Henry Ford en materia de producción en cadena.
En 1954, el puesto de los hermanos McDonald era el mayor comprador de máquinas mezcladoras de batidos del fabricante de equipamiento para restaurantes Prince Castle. El vendedor de Prince Castle, Ray Kroc, viajó a California para descubrir por qué la empresa había comprado casi una docena de estas unidades, en lugar de una o dos como era habitual en la mayoría de los restaurantes de la época. Atraído por el éxito del concepto McDonald's, Kroc firmó un contrato de franquicia con los hermanos y empezó a abrir restaurantes McDonald's en Illinois. En 1961, Kroc había comprado a los hermanos y creado lo que hoy es la moderna McDonald's Corporation. Una de las principales partes de su plan de negocio era promover la limpieza de sus restaurantes entre los grupos cada vez más numerosos de estadounidenses que habían tomado conciencia de los problemas de seguridad alimentaria. Como parte de su compromiso con la limpieza, Kroc participaba a menudo en la limpieza de su propio establecimiento de Des Plaines, Illinois, limpiando los cubos de basura con mangueras y raspando chicle pegado en el cemento. Otro concepto que Kroc añadió fueron las grandes superficies acristaladas que permitían al cliente ver la preparación de los alimentos, una práctica que todavía se encuentra en cadenas como Krispy Kreme. Un ambiente limpio era sólo una parte del gran plan de Kroc, que separaba a McDonald's del resto de la competencia y atribuye su gran éxito. Kroc preveía que sus restaurantes atrajeran a las familias de los suburbios.
Casi al mismo tiempo que Kroc concebía lo que acabaría convirtiéndose en McDonald's Corporation, dos empresarios de Miami (Florida), James McLamore y David Edgerton, abrieron una franquicia del predecesor de lo que hoy es la cadena internacional de restaurantes de comida rápida Burger King. McLamore había visitado el puesto de hamburguesas McDonald's original, propiedad de los hermanos McDonald; intuyó el potencial de su innovador sistema de producción basado en líneas de ensamble y decidió que quería abrir su propio negocio. Finalmente, los dos socios decidieron invertir su dinero en Insta-Burger King, con sede en Jacksonville (Florida). Los fundadores y propietarios de la cadena, Kieth G. Kramer y Matthew Burns, tío de su esposa, abrieron sus primeras tiendas en 1953 con un equipo conocido como Insta-Broiler. El horno Insta-Broiler tuvo tanto éxito en la cocción de hamburguesas que obligaron a todas las franquicias a utilizarlo. En 1959, McLamore y Edgarton ya tenían varios locales en la zona de Miami-Dade y crecían a un ritmo vertiginoso. A pesar del éxito de sus operaciones, los socios descubrieron que el diseño de la insta-broiler hacía que los elementos calefactores de la unidad fueran propensos a degradarse por las salpicaduras de las hamburguesas de ternera. La pareja acabó creando una parrilla de gas mecanizada que evitaba los problemas cambiando la forma de cocinar las hamburguesas en la unidad. Después de que la empresa original empezara a tambalearse en 1959, fue adquirida por McLamore y Edgerton, que le cambiaron el nombre por el de Burger King.
Aunque los restaurantes de comida rápida suelen tener una zona para sentarse en la que los clientes pueden consumir la comida en el propio local, los pedidos están pensados para llevar, y el servicio de mesa tradicional es poco frecuente. Los pedidos suelen tomarse y pagarse en un amplio mostrador, junto al que el cliente espera una bandeja o recipiente para su comida. Un servicio drive-through puede permitir a los clientes pedir y recoger la comida desde sus coches.
Casi desde sus inicios, la comida rápida se ha diseñado para ser consumida «en el camino» y a menudo no requiere cubiertos tradicionales y se come con los dedos. Entre los platos más comunes del menú de los establecimientos de comida rápida figuran el pescado y las papas fritas, los sándwiches, las pitas, las hamburguesas, el pollo frito, las papas fritas, los nuggets de pollo, los tacos, la pizza y los helados, aunque muchos restaurantes de comida rápida ofrecen comidas «más lentas» como chili, puré de patatas y ensaladas.

## Cocina
La comida rápida comercial moderna está altamente procesada y se prepara a gran escala a partir de ingredientes a granel utilizando métodos y equipos de cocción y producción estandarizados. Suele servirse rápidamente en cajas de cartón, bolsas o envoltorios de plástico, de forma que se reducen los costes de explotación al permitir una rápida identificación y recuento de los productos, prolongar el tiempo de conservación, evitar la transferencia de bacterias y facilitar el cumplimiento de los pedidos. En la mayoría de los establecimientos de comida rápida, los platos del menú se elaboran generalmente con ingredientes procesados que se preparan en las instalaciones centrales de suministro y luego se envían a los puntos de venta individuales, donde se cocinan (normalmente a la parrilla, en microondas o fritos) o se preparan en poco tiempo, ya sea en previsión de próximos pedidos (es decir, «para almacenar») o en respuesta a pedidos (es decir, «por encargo»). Siguiendo los procedimientos operativos estándar, se controla la frescura de los productos precocinados y se eliminan si el tiempo de espera es excesivo. Este proceso garantiza un nivel constante de calidad del producto y es clave para entregar el pedido rápidamente al cliente y evitar costes de mano de obra y equipamiento en las tiendas individuales.
Debido al énfasis comercial en el sabor, la rapidez, la seguridad del producto, la uniformidad y el bajo coste, los productos de comida rápida se elaboran con ingredientes formulados para conseguir un sabor, aroma, textura y «sensación en el gusto» identificables, así como para preservar la frescura y controlar los costes de manipulación durante la preparación y el cumplimiento del pedido. Esto requiere un alto grado de ingeniería alimentaria. El uso de aditivos, como sal, azúcar, aromatizantes y conservantes, y las técnicas de procesado pueden limitar el valor nutricional del producto final.

### Valuemenú
Un value menú (o también llamado «combo» o plato combinado) es un grupo de comidas que se ofrecen juntos a un precio inferior al que costarían por separado. Una hamburguesa, una guarnición de papas fritas y una bebida suelen constituir un menú económico o combo, según la cadena. En los restaurantes de comida rápida, los menús económicos son una táctica de comercialización habitual para facilitar la venta por paquetes, la venta por encima del precio y la discriminación de precios. En la mayoría de los casos, por un módico precio se puede añadir un plato más grande y una bebida. La percepción de la creación de un «descuento» en platos individuales del menú a cambio de la compra de una «comida» también es coherente con la escuela de pensamiento del marketing de fidelización.

## Tecnología
Para hacer posible un servicio rápido y garantizar la precisión y la seguridad, muchos restaurantes de comida rápida han incorporado sistemas de punto de venta de hostelería. De este modo, el personal de cocina puede ver en tiempo real los pedidos realizados en el mostrador o en el autoservicio. Los sistemas inalámbricos permiten que los cajeros y los cocineros tomen los pedidos realizados a través de los altavoces. Las configuraciones de caja registradora y caja de paso permiten tomar pedidos en una caja y pagar en otra. Los modernos sistemas de punto de venta pueden funcionar en redes informáticas utilizando diversos programas de software. Se pueden generar registros de ventas y dar acceso remoto a los informes informáticos a las oficinas de la empresa, los directores, los encargados de solucionar problemas y otro personal autorizado.
Las cadenas de restauración colaboran con los fabricantes de equipos alimentarios para diseñar equipos de restaurante altamente especializados, que a menudo incorporan al diseño sensores de calor, temporizadores y otros controles electrónicos. Las técnicas de diseño colaborativo, como la visualización rápida y el diseño asistido por computadora de las cocinas de los restaurantes, se utilizan ahora para establecer especificaciones de los equipos que sean coherentes con los requisitos de funcionamiento y comercialización de los restaurantes.

## Negocio

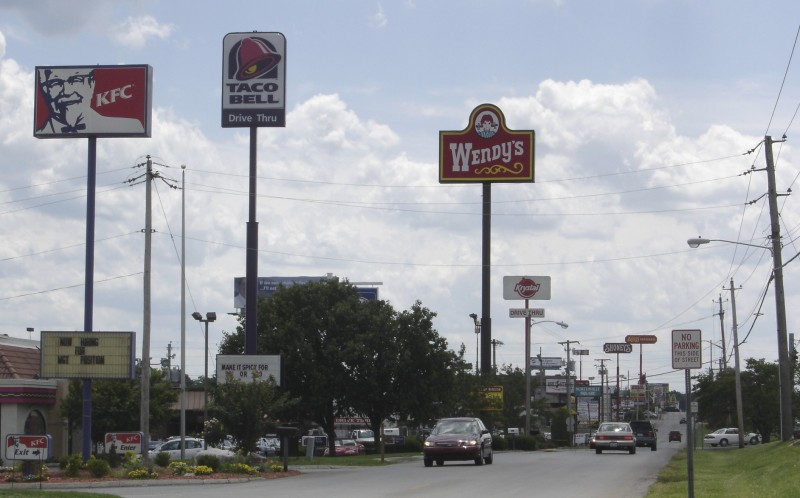
Carteles publicitarios de restaurantes de comida rápida vecinos en Bowling Green, Kentucky. Aquí se pueden ver KFC, Taco Bell, Wendy's y Krystal Burgers.

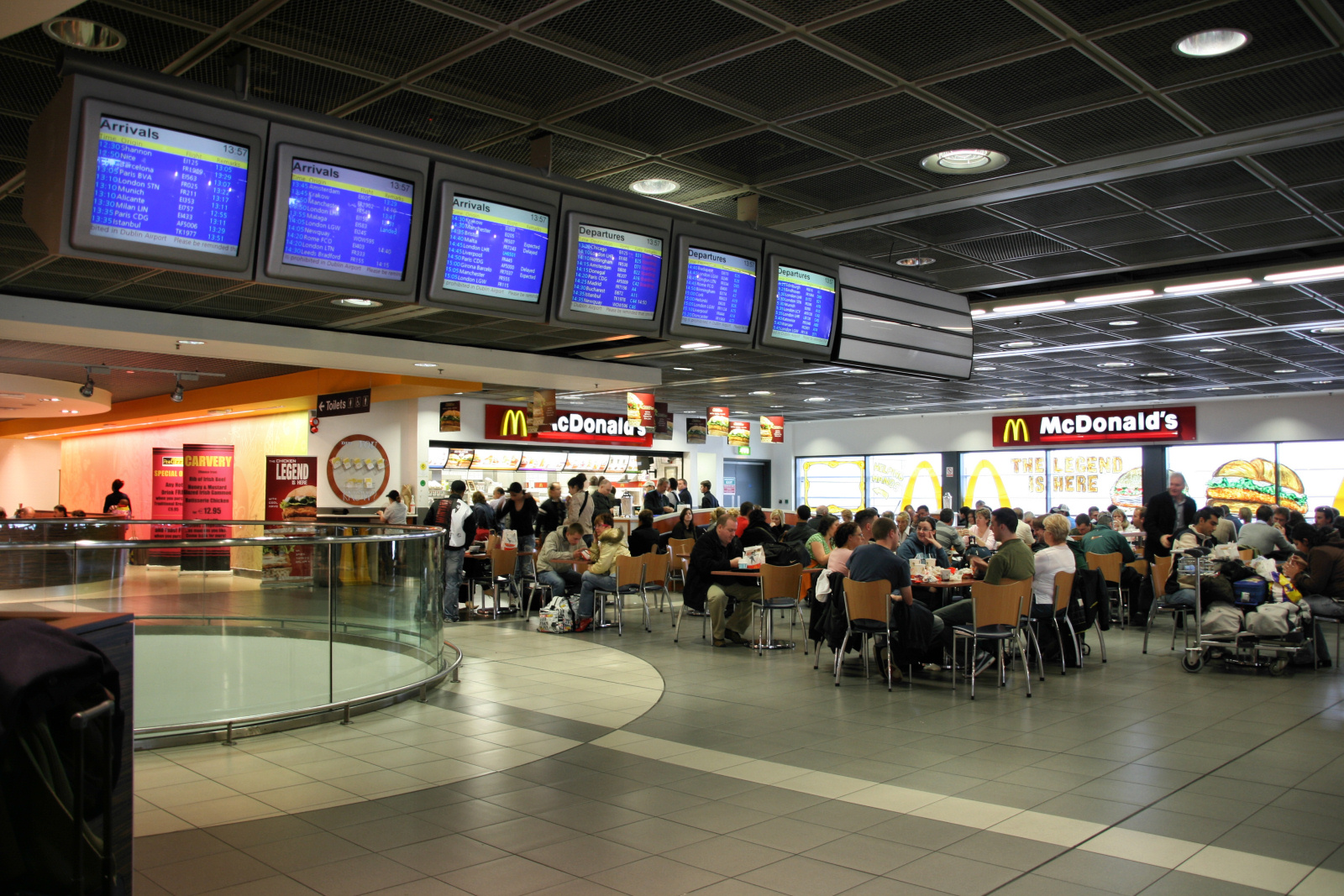
Restaurante de comida rápida McDonald's en el aeropuerto de Dublín.

### Gasto de los consumidores
En Estados Unidos, los consumidores gastaron unos 110.000 millones de dólares en comida rápida en 2000 (frente a los 6.000 millones de 1970). La Asociación Nacional de Restaurantes prevé que los restaurantes de comida rápida en EE. UU. alcancen los 142.000 millones de dólares en ventas en 2006, un 5% más que en 2005. En comparación, se espera que el segmento de restaurantes de servicio completo de la industria alimentaria genere 173.000 millones de dólares en ventas. La comida rápida ha ido perdiendo cuota de mercado en favor de los llamados restaurantes fast-casual, que ofrecen cocinas más robustas y caras.

### Principales marcas internacionales
McDonald's, proveedor de comida rápida, abrió su primer restaurante franquiciado en Estados Unidos en 1955 (1974 en el Reino Unido). Se ha convertido en una empresa de éxito fenomenal en términos de crecimiento financiero, reconocimiento de marca y expansión mundial. Ray Kroc, que compró la licencia de franquicia a los hermanos McDonald, fue pionero en conceptos que hacían hincapié en la estandarización. Él introdujo productos uniformes, idénticos en todos los aspectos en cada establecimiento, para aumentar las ventas. Kroc también insistió en reducir al máximo los costes de los alimentos, y llegó a utilizar el tamaño de McDonald's Corporation para obligar a los proveedores a ajustarse a esta ética.
Otras destacadas empresas internacionales de comida rápida son Burger King, la segunda cadena de hamburgueserías del mundo, conocida por promocionar sus menús personalizados (Have it Your Way). Otra cadena internacional de comida rápida es KFC, que vende productos relacionados con el pollo y es la empresa de comida rápida número 1 en la República Popular China.

### Franquicias
Los restaurantes de las cadenas de comida rápida suelen ser propiedad de la empresa matriz de la cadena o de un franquiciado, es decir, una parte independiente a la que se concede el derecho a utilizar la marca y el nombre comercial de la empresa. En este último caso, se establece un contrato entre el franquiciado y la empresa matriz, que suele exigir al franquiciado el pago de un canon fijo inicial, además de un porcentaje continuo de las ventas mensuales. Una vez abierto el negocio, el franquiciado supervisa las operaciones diarias del restaurante y actúa como gerente del establecimiento. Una vez que expira el contrato, la empresa matriz puede optar por «renovar el contrato, vender la franquicia a otro franquiciado o explotar ella misma el restaurante». En la mayoría de las cadenas de comida rápida, el número de locales franquiciados supera al de locales propiedad de la empresa.
Las cadenas de comida rápida se basan en la coherencia y la uniformidad, en las operaciones internas y la imagen de marca, en todos sus restaurantes, con la finalidad de transmitir una sensación de fiabilidad a sus clientes. Esta sensación de confianza conduce a una mayor fidelidad de los clientes, lo que proporciona a la empresa una fuente de negocio recurrente. Cuando a una persona se le presenta la posibilidad de elegir entre varios restaurantes, es mucho más fácil que se quede con lo que conoce, en lugar de arriesgarse y lanzarse a lo desconocido.
Dada la importancia de la coherencia, la mayoría de las empresas establecen normas que unifican sus distintos restaurantes con una serie de reglas y normas comunes. Las empresas matrices suelen confiar en los representantes sobre el terreno para garantizar que las prácticas de los locales franquiciados sean coherentes con las normas de la empresa. Sin embargo, cuantos más locales tenga una cadena de comida rápida, más difícil le resultará a la empresa matriz garantizar el cumplimiento de estas normas. Además, es mucho más caro despedir a un franquiciado por incumplimiento de las normas de la empresa que despedir a un empleado por el mismo motivo. En consecuencia, las empresas matrices tienden a tratar las infracciones de los franquiciados de forma más relajada.
Muchas empresas también se adaptan a sus diferentes áreas locales para atender las necesidades de los clientes. A veces es necesario que un franquiciado modifique el funcionamiento del restaurante/tienda para satisfacer las necesidades de los clientes locales. Como se menciona en el artículo de Bodey «Localization and Customer Retention for Franchise Service Systems», J. L. Bradach afirma que una franquicia utilizará la respuesta local táctica o estratégica. La táctica se aplica a la contratación de personal y proveedores, así como a las decisiones financieras para adaptarse a los clientes locales. La estratégica se aplica a las características específicas de la franquicia que cambiarán del formato básico seguido por todas para adaptarse a la zona local.
En la mayoría de los casos, quien visite un McDonald's en Estados Unidos tendrá la misma experiencia que quien lo haga en Japón. El diseño interior, el menú, la rapidez del servicio y el sabor de la comida serán muy similares. Sin embargo, existen algunas diferencias para adaptarse a determinadas diferencias culturales. Por ejemplo, en octubre de 2005, en plena caída de las ventas en Japón, McDonald's añadió una hamburguesa de gambas al menú japonés. La elección de introducir una hamburguesa de gambas no fue casual, ya que un estudio de 1989 afirmaba que el consumo mundial de gambas estaba «liderado por Japón».
En marzo de 2010, Taco Bell abrió su primer restaurante en la India. Dado que el no consumo de carne de vacuno es una norma cultural a la luz de las creencias Dhármicas de la India, Taco Bell tuvo que adaptar su menú a las distinciones dietéticas de la cultura india sustituyendo toda la carne de vacuno por pollo. Del mismo modo, se introdujeron en el menú opciones sin carne debido a la prevalencia del vegetarianismo en todo el país.

## Países

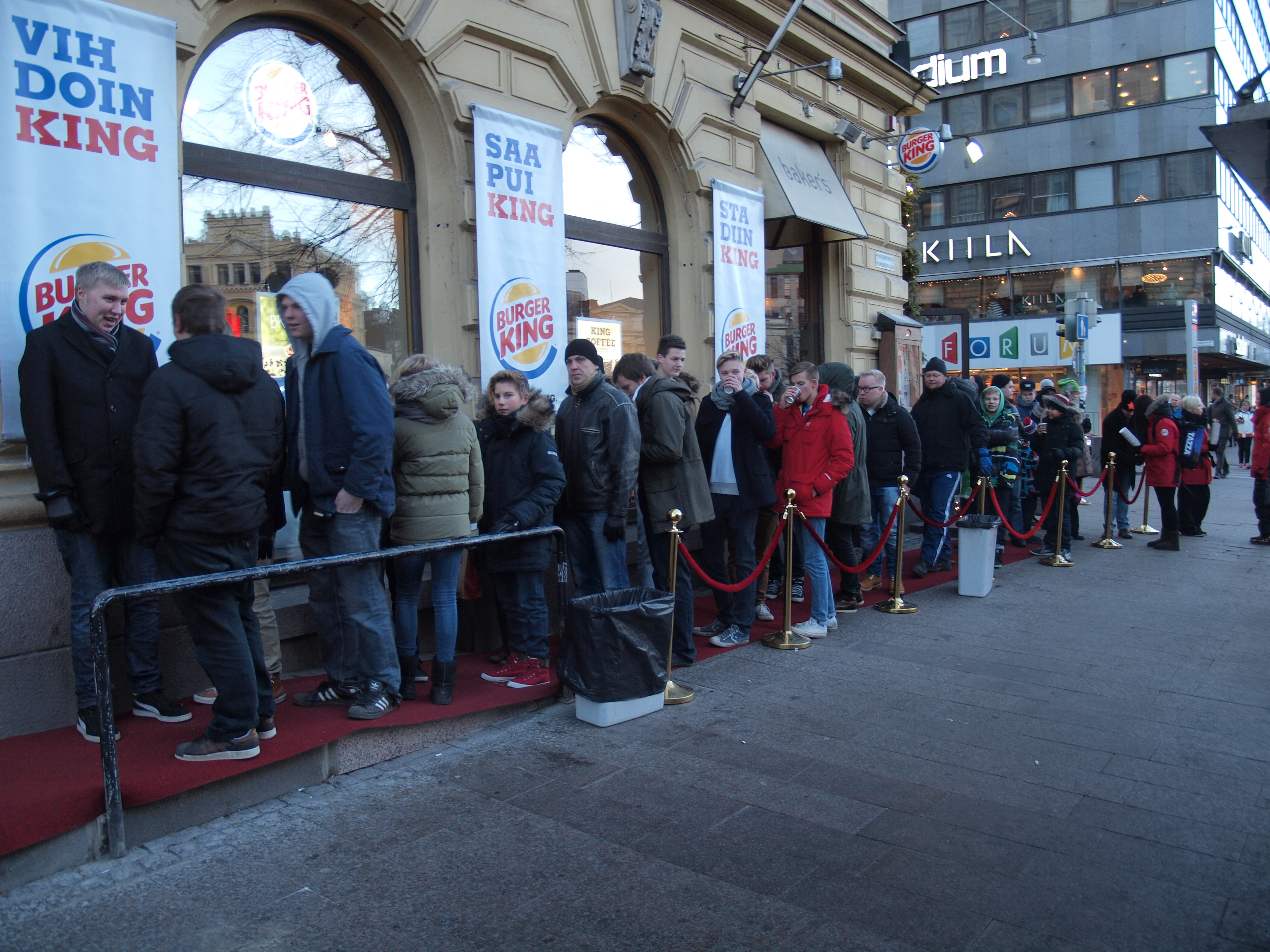
Colas para entrar en Burger King en la calle Mannerheimintie de Helsinki, Finlandia.

Las multinacionales suelen modificar sus menús para adaptarlos a los gustos locales, y la mayoría de los establecimientos en el extranjero son propiedad de franquiciados nativos. McDonald's en la India, por ejemplo, utiliza pollo y paneer en lugar de ternera y cerdo en sus hamburguesas porque el hinduismo prohíbe tradicionalmente comer carne de vacuno. En Israel, algunos restaurantes McDonald's son kosher y respetan el shabat judío; también hay un McDonald's kosher en Argentina. En Egipto, Indonesia, Marruecos, Arabia Saudí, Malasia, Pakistán y Singapur, todos los platos del menú son halal.

### Norteamérica

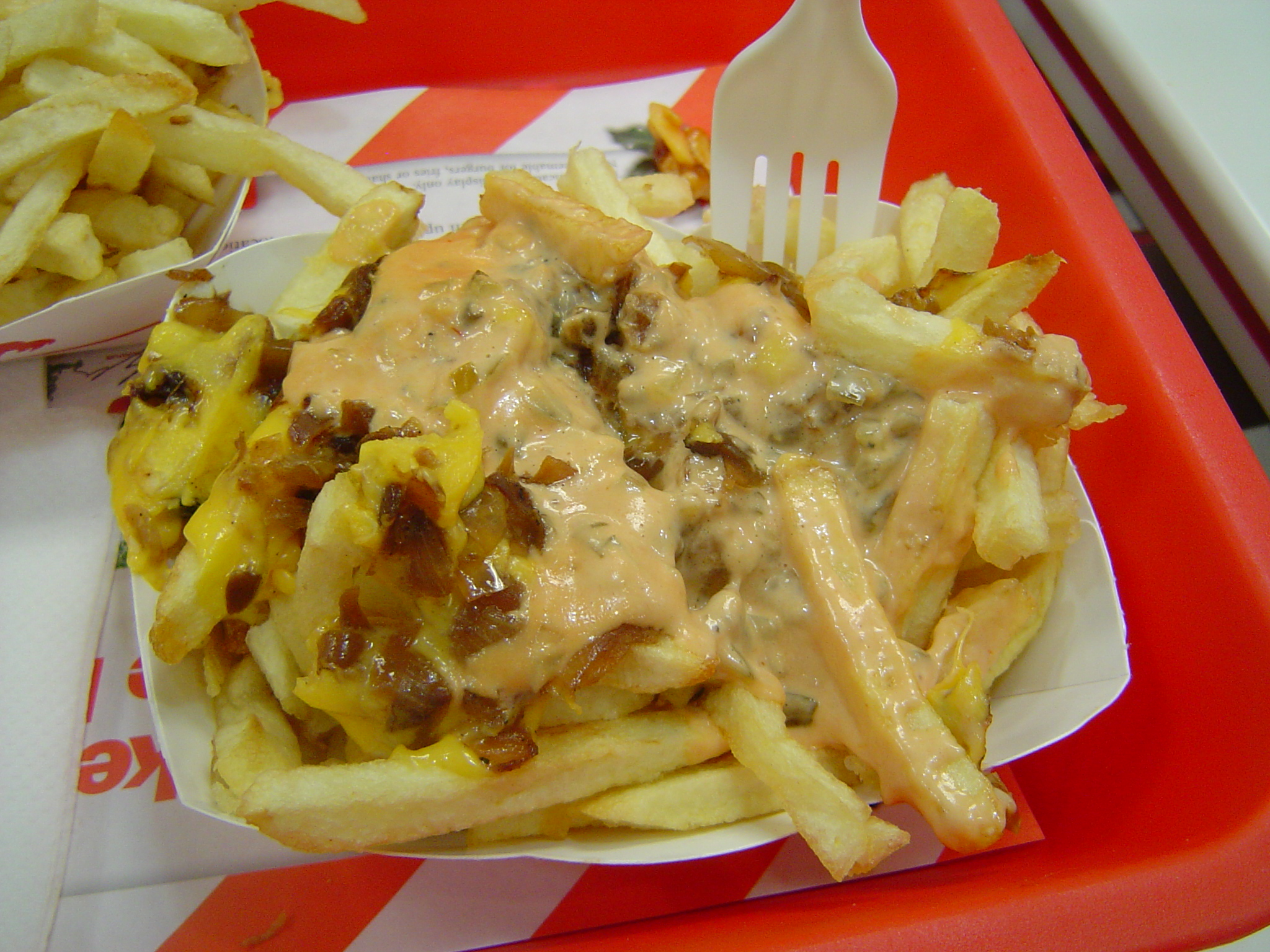
Papas fritas de animales del menú secreto de In-N-Out Burger

Muchas empresas de comida rápida tienen raíces más locales y regionales, como White Castle en el Medio Oeste de Estados Unidos, junto con Hardee's (propiedad de CKE Restaurants, que también es propietaria de Carl's Jr, cuyos establecimientos se encuentran principalmente en la costa oeste de Estados Unidos); los restaurantes Krystal, Bojangles' Famous Chicken 'n Biscuits, Cook Out y Zaxby's en el sureste de Estados Unidos; Raising Cane's en Luisiana y otros estados principalmente del sur; Hot 'n Now en Michigan y Wisconsin; In-N-Out Burger (en California, Arizona, Nevada, Utah y Texas, con algunos locales en Oregón) y las cadenas Original Tommy's en el sur de California; Dick's Drive-In en Seattle, Washington y Arctic Circle en Utah y otros estados occidentales; Halo Burger en los alrededores de Flint, Michigan y Burgerville en la zona de Portland, Oregón. Además, Whataburger es una cadena de hamburgueserías muy popular en el sur de Estados Unidos, y Jack in the Box se encuentra en el oeste y el sur. Las cadenas de pizzerías canadienses Topper's Pizza y Pizza Pizza están ubicadas principalmente en Ontario. La cadena de café Country Style sólo opera en Ontario, y compite con la famosa cadena de café y donuts Tim Hortons. El restaurante Maid-Rite es una de las cadenas de comida rápida más antiguas de Estados Unidos. Fue fundada en 1926, su especialidad es la hamburguesa de carne suelta. Maid-Rites se encuentra en el medio oeste, principalmente en Iowa, Minnesota, Illinois y Misuri.
Entre las marcas internacionales dominantes en Norteamérica figuran McDonald's, Burger King y Wendy's, las cuales son las principales cadenas de hamburgueserías de EE. UU.; Dunkin' Donuts, una cadena de Nueva Inglaterra; Sonic Drive-In, de Oklahoma City, orientado al automóvil; Starbucks, una empresa de bebidas de comida rápida basada en el café y nacida en Seattle; KFC y Taco Bell, que forman parte del mayor conglomerado de restauración del mundo, Yum! Brands; y Domino's Pizza, cadena de pizzerías conocida por popularizar la comida rápida a domicilio.
Subway es conocida por sus sándwiches y es la mayor cadena de restaurantes que sirve este tipo de comida. Quiznos, con sede en Denver, es otra cadena de rápido crecimiento, pero con más de 6.000 locales está aún lejos de los 34.000 de Subway. Otras cadenas más pequeñas son Blimpie, Jersey Mike's Subs, Mr. Goodcents, Jimmy John's, Potbelly Sandwich Shop, Penn Station y Firehouse.
A&W Restaurants era originalmente una marca de comida rápida de Estados Unidos y Canadá, pero actualmente es una empresa internacional de comida rápida en varios países.
En Canadá, la mayoría de las cadenas de comida rápida son de propiedad estadounidense o eran originalmente estadounidenses, pero desde entonces han establecido una dirección/sede canadiense, como Panera Bread, Chipotle Mexican Grill, Five Guys y Carl's Jr. Aunque suele tratarse de cadenas de comida rápida estadounidenses que se expanden a Canadá, cadenas canadienses como Tim Hortons se han expandido a 22 estados de Estados Unidos, pero son más prominentes en estados fronterizos como Nueva York y Michigan. Tim Hortons ha empezado a expandirse a otros países fuera de Norteamérica. La franquicia Pita Pit se originó en Canadá y se ha expandido a Estados Unidos y otros países. La franquicia canadiense Extreme Pita vende sándwiches de pita bajos en grasa y sal con tiendas en las ciudades canadienses más grandes. Otras cadenas canadienses de comida rápida, como Manchu Wok, sirven comida asiática al estilo norteamericano; esta empresa se encuentra principalmente en Canadá y Estados Unidos, con otros establecimientos en bases militares estadounidenses de otros continentes. Harvey's es una cadena de hamburgueserías exclusiva de Canadá, presente en todas las provincias.

### Oceanía

#### Australia
El mercado australiano de comida rápida comenzó en 1968, con la apertura de varias franquicias americanas, entre ellas McDonald's y KFC. Pizza Hut se introdujo al mercado en abril de 1970, y Burger King fue el siguiente. Sin embargo, el mercado de Burger King descubrió que este nombre ya era una marca registrada de una tienda de comida para llevar en Adelaida. Así, el mercado australiano de Burger King se vio obligado a elegir otro nombre, seleccionando la marca Hungry Jack's. Antes de esto, el mercado australiano de comida rápida estaba formado principalmente por tiendas de comida para llevar de propiedad privada.

#### Nueva Zelanda
En Nueva Zelanda, el mercado de la comida rápida comenzó en los años 70 con KFC (abierto en 1971), Pizza Hut (1974) y McDonald's (1976), y los tres siguen siendo populares hoy en día. Burger King y Domino's entraron en el mercado más tarde, en la década de 1990. Las cadenas australianas de pizzerías Eagle Boys y Pizza Haven también entraron en el mercado en la década de 1990, pero sus operaciones en Nueva Zelanda se vendieron posteriormente a Pizza Hut y Domino's.
En Nueva Zelanda se han fundado algunas cadenas de comida rápida, como Burger Fuel (fundada en 1995), Georgie Pie (fundada en 1977, pero que cerró en 1998 tras caer en problemas financieros y ser adquirida por McDonald's) y Hell Pizza (fundada en 1996).

### Europa

#### Reino Unido
El tipo de restaurante de comida rápida más característico del Reino Unido es el fish and chip shop, especializado en pescado y papas fritas y también en otros alimentos como kebabs y hamburguesas. Las tiendas de fish and chips suelen ser de propiedad independiente. Muchos otros tipos de establecimientos de comida rápida a domicilio cerraron en las décadas de 1970 y 1980, después de que McDonald's se convirtiera en el número uno del mercado.
Sin embargo, aún quedan marcas como Wimpy, aunque la mayoría de las sucursales se convirtieron en Burger King en 1989.

#### Países Bajos

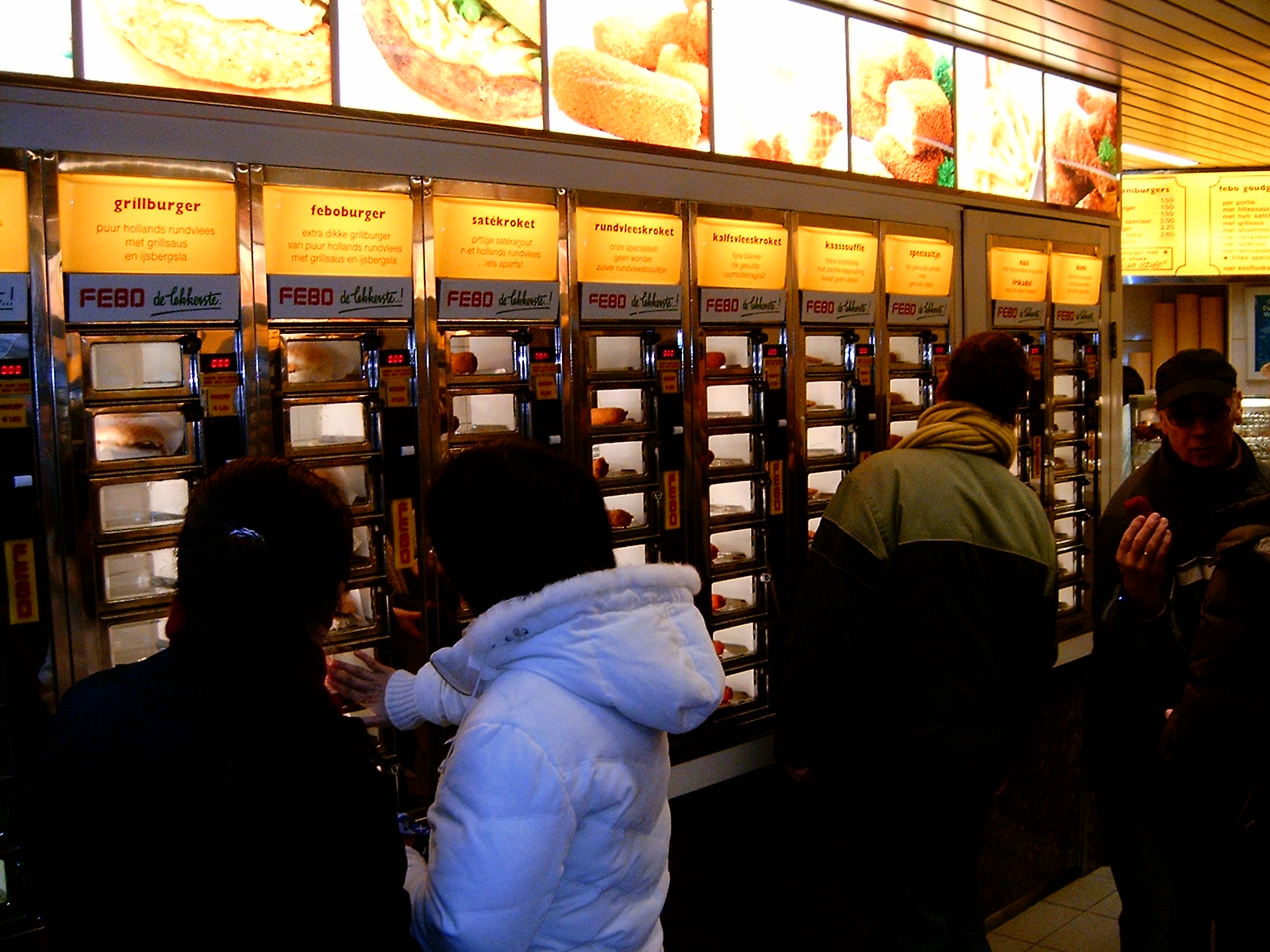
FEBO en Ámsterdam (Países Bajos) con máquinas expendedoras.

En los Países Bajos, los restaurantes de comida rápida sin cita previa con automatiek, una máquina expendedora típica holandesa, se encuentran por todo el país, sobre todo en Ámsterdam. En este formato automático, hay un mostrador para comprar papas fritas, bebidas, krokets, frikandellen, kaassoufflés y en los autómatas se pueden comprar hamburguesas y otros aperitivos. FEBO es uno de los mayores de este tipo de restaurantes de comida rápida con autómatas.

#### Irlanda
Además de cadenas autóctonas como Supermac's, numerosas cadenas estadounidenses como McDonald's y Burger King también han establecido su presencia en Irlanda. En 2015, el Irish Times publicó un estudio elaborado por Treated.com en el que se nombraba a Swords, en el condado de Dublín, como la «capital de la comida rápida» de Irlanda.

### Asia

#### Japón
Cadenas americanas como Domino's Pizza, McDonald's, Pizza Hut y KFC tienen una gran presencia en Japón, pero las cadenas locales de gyudon como Sukiya, Matsuya y Yoshinoya también cubren el país. Japón tiene sus propias cadenas de hamburguesas, como MOS Burger, Lotteria y Freshness Burger.

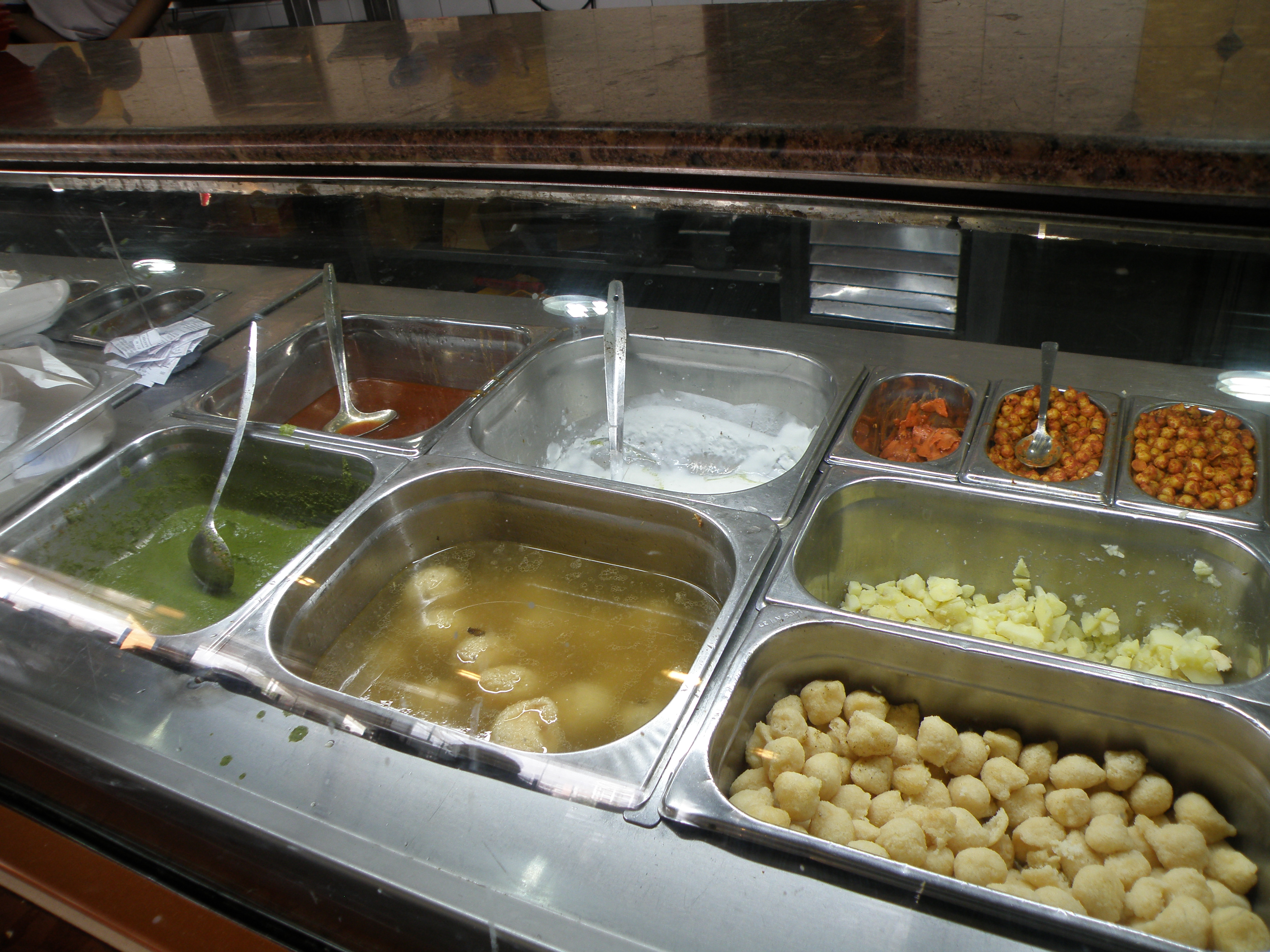
Comida preparada en un restaurante Haldiram's de Delhi para servicio rápido.

#### Taiwán
Entre los restaurantes taiwaneses de comida rápida destacan 85C Bakery Cafe, TKK Fried Chicken y Bafang Dumpling.

#### India
Las principales cadenas de comida rápida de la India que sirven comida rápida americana son KFC, McDonald's, Starbucks, Burger King, Subway, Pizza Hut y Dominos. La mayoría de estas cadenas han tenido que introducir muchos cambios en sus menús habituales para adaptarse a los hábitos alimentarios y los gustos de los indios. Algunas cadenas emergentes de comida india son Wow! Momo, Haldiram's, Faaso's y Café Coffee Day.
Los hábitos alimentarios varían mucho de un estado a otro de la India. Mientras que en el sur de la India son típicos el idli y el dosa como comida rápida, en Maharashtra lo son el misal-pav, el pav-bhaji y el poha. Más al norte, en Punyab y Haryana, el chole-bhature es muy popular y en Bihar y Jharkhand el litti-chokha es su comida rápida básica.

#### Pakistán
La comida rápida en Pakistán varía. Hay muchas cadenas internacionales de comida rápida, como Nandos, Burger King, KFC, McDonald's, Domino's Pizza, Fatburger, Dunkin' Donuts, Subway, Pizza Hut, Hardee's, Telepizza, Steak Escape y Gloria Jean's Coffees. Además de las cadenas internacionales, en la cocina local a la gente de Pakistán le gusta consumir como comida rápida al biryani, los bun kebabs, el Nihari, los rollos de kebab, entre otros.

#### Filipinas

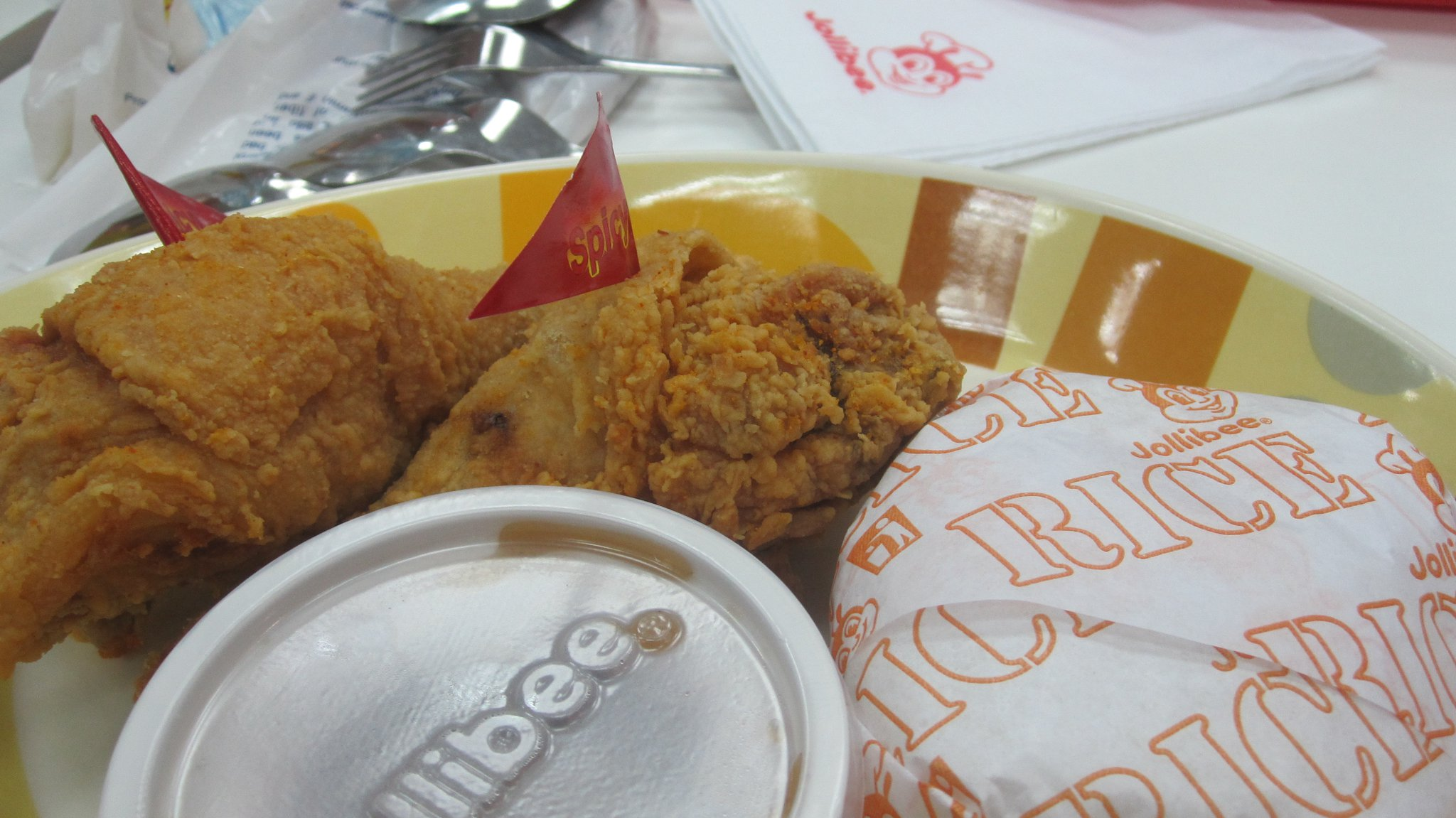
Dos trozos de Chicken Joy de Jollibee, el producto estrella de la cadena, junto con una ración de arroz.

En Filipinas, la comida rápida es igual que en Estados Unidos. Sin embargo, la única diferencia es que sirven platos filipinos y algunos productos estadounidenses se sirven al estilo filipino. Jollibee es la principal cadena de comida rápida del país, con 1.000 establecimientos en todo el país.

#### Rusia
La mayoría de las cadenas internacionales de comida rápida, como Subway, McDonald's, Burger King, etc., están representadas en las principales ciudades rusas. También hay cadenas locales, como Teremok, especializadas en cocina rusa o que incorporan elementos de ésta a su menú.

#### Arabia Saudita

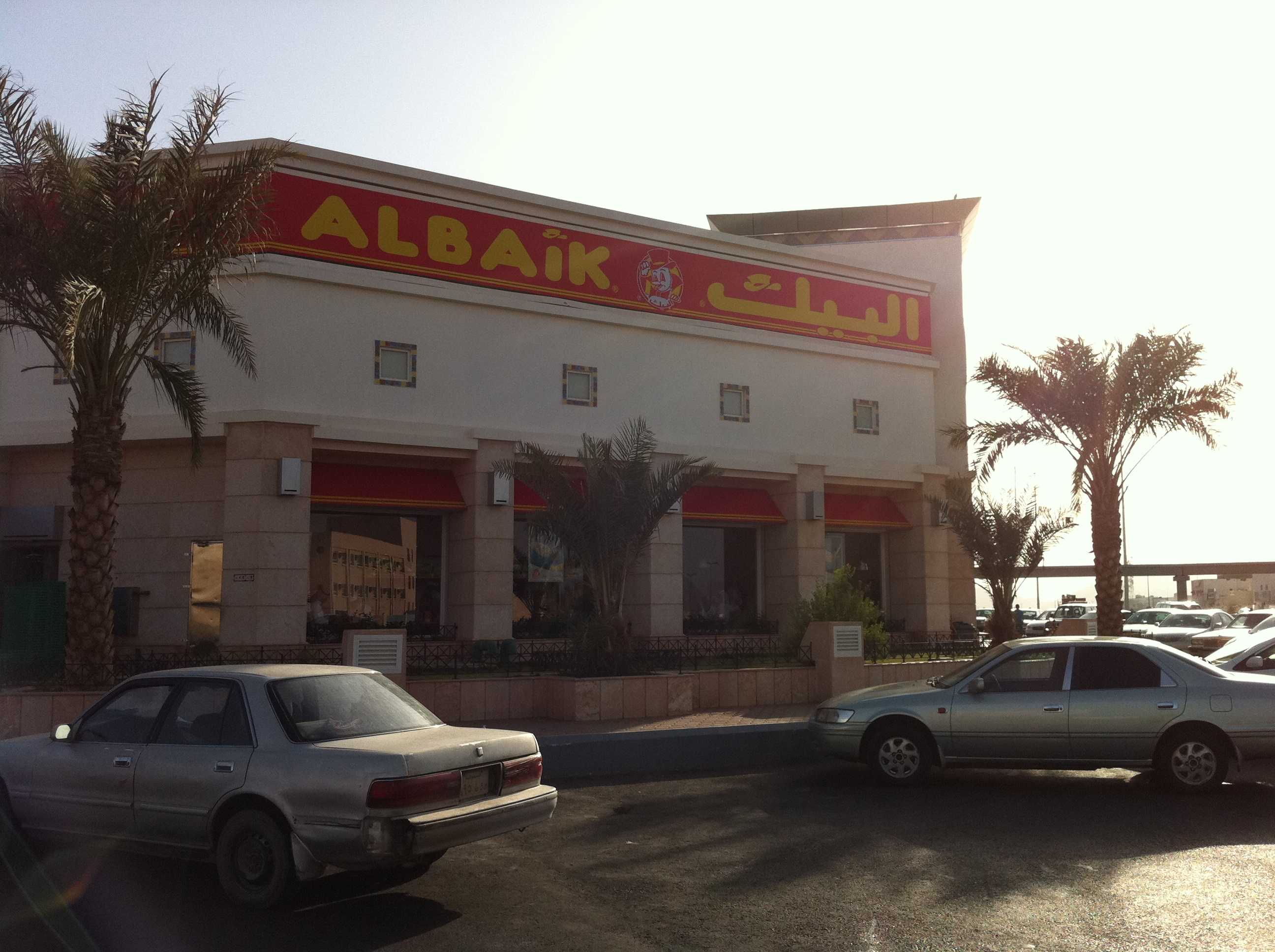
Una franquicia de Albaik en Medina.

Arabia Saudita cuenta con muchas cadenas internacionales de comida rápida, como KFC, Burger King, McDonald's y muchas otras. Sin embargo, el restaurante de comida rápida más popular de Arabia Saudí es Albaik. Los saudíes consideran que Albaik es mejor que KFC.

#### Hong Kong

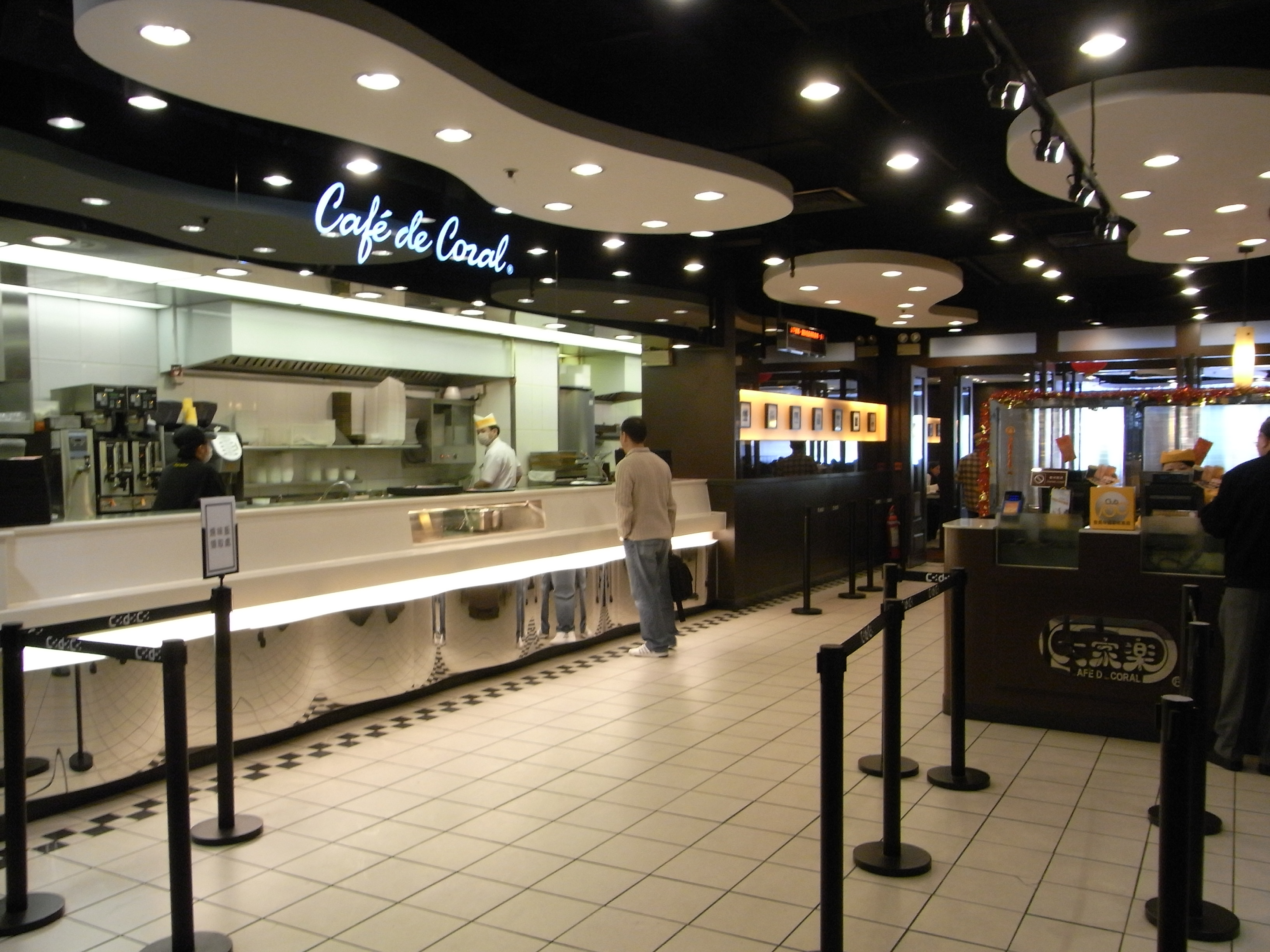
Una sucursal de Café de Coral en Admiralty.

En Hong Kong, aunque McDonald's y KFC son bastante populares, tres grandes cadenas locales de comida rápida ofrecen comida rápida al estilo de Hong Kong: Café de Coral, Fairwood y Maxim MX. Sólo Café de Coral atiende a más de 300.000 clientes al día. A diferencia de las cadenas de comida rápida occidentales, estos restaurantes ofrecen cuatro menús diferentes a distintas horas del día: desayuno, almuerzo, merienda y cena. El siu mei se ofrece durante todo el día.
El dai pai dong y la comida callejera tradicional de Hong Kong pueden considerarse como parientes cercanos de la comida rápida convencional.

#### Israel
En Israel, la cadena local de hamburgueserías Burger Ranch es popular, al igual que McDonald's y Burger King. Domino's Pizza también es un restaurante de comida rápida muy popular. Cadenas como McDonald's ofrecen sucursales kashrut. Los alimentos intrínsecamente no kashrut, como las hamburguesas con queso, son raros en las cadenas israelíes de comida rápida, incluso en las sucursales no kashrut. Hay muchas pequeñas cadenas locales de comida rápida que sirven pizza, hamburguesas, sushi y platos locales como hummus, falafel y shawarma.

### África

#### Nigeria
En Nigeria, Mr. Bigg's, Chicken Republic, Tantalizers y Tastee Fried Chicken son las cadenas de comida rápida predominantes. KFC y Domino's Pizza han entrado recientemente en el país.

#### Sudáfrica
KFC es la cadena de comida rápida más popular de Sudáfrica, según una encuesta del Sunday Times de 2010. Chicken Licken, Wimpy y Ocean Basket, junto con Nando's y Steers, son ejemplos de franquicias locales muy populares en el país. McDonald's, Subway y Pizza Hut tienen una presencia significativa en Sudáfrica.

## Tendencias

### Salud
Algunas de las grandes cadenas de comida rápida están empezando a incorporar alternativas más saludables en su menú, por ejemplo, carne blanca, wraps, ensaladas y fruta fresca. Sin embargo, algunas personas consideran estos movimientos una medida tokenista y comercial, más que una reacción adecuada a las preocupaciones éticas sobre la ecología mundial y la salud de las personas. McDonald's anunció que en marzo de 2006 incluiría información nutricional en los envases de todos sus productos.
En septiembre y octubre de 2000, durante la retirada del maíz Starlink, se retiraron alimentos a base de maíz por valor de hasta 50 millones de dólares de restaurantes y supermercados. Los productos contenían maíz modificado genéticamente Starlink que no estaba aprobado para el consumo humano. Fue la primera retirada de un alimento modificado genéticamente. El grupo ecologista Amigos de la Tierra, que fue el primero en detectar las cáscaras contaminadas, y criticó a la FDA por no hacer su propio trabajo.
Se suele culpar a la comida rápida de la epidemia de obesidad en Estados Unidos. El 60% de los estadounidenses tienen sobrepeso o son obesos. La obesidad afecta especialmente a los niños, y lugares como McDonald's y otros restaurantes de comida rápida se llevan la mayor parte de la culpa. El 34% de los niños y adolescentes consumen comida rápida un día cualquiera, mientras que el 80% de los niños afirman que McDonald's es su lugar favorito para comer. El número de niños y adolescentes, así como de adultos, que comen fuera de casa a diario no hace más que aumentar. Las investigaciones concluyen que los niños y adolescentes de doce a diecinueve años consumen el doble de calorías procedentes de restaurantes de comida rápida que los niños de dos a once años.
La FDA descubrió que las grasas trans elevan la cantidad de colesterol en sangre, lo que aumenta la probabilidad de desarrollar enfermedades cardiacas, conocidas como una de las principales causas de muerte en EE. UU. En un estudio reciente, se descubrió que 11 de 25 restaurantes suspendieron también tras las pruebas sobre el uso de antibióticos. Las infecciones resistentes a los antibióticos afectan al menos a 2 millones de estadounidenses cada año, lo que provocará la muerte de al menos 23.000 de esas personas.

### Atracción del público

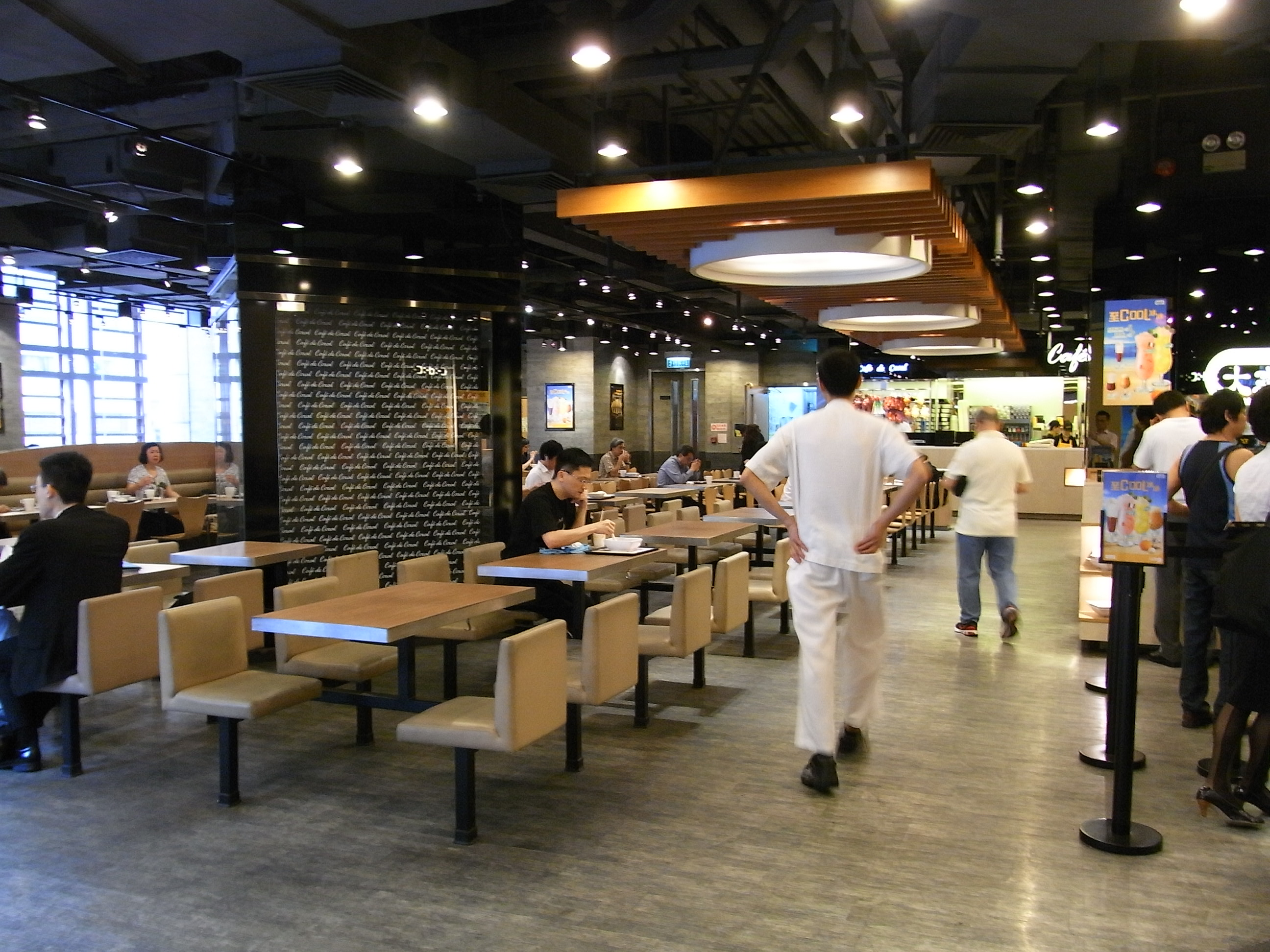
Interior de un restaurante de comida rápida en Sheung Wan, Hong Kong.

Los establecimientos de comida rápida se han hecho populares entre los consumidores por varias razones. Una de ellas es que, gracias a las economías de escala en la compra y producción de alimentos, estas empresas pueden ofrecer comida a los consumidores a un coste muy bajo. Además, aunque a algunas personas no les gusta la comida rápida por su previsibilidad, puede ser un alivio para una persona hambrienta que tiene prisa o lejos de casa.
En Estados Unidos, tras la Segunda Guerra Mundial, las cadenas de comida rápida como McDonald's se ganaron rápidamente una gran reputación por su limpieza, rapidez de servicio y ambiente acogedor para los niños, donde las familias que viajaban podían comer algo rápido. Antes del auge de las cadenas de comida rápida, la gente tenía que elegir entre diners donde la calidad de la comida era a menudo cuestionable y el servicio deficiente, o restaurantes de lujo que eran caros y poco prácticos para familias con niños. La comodidad moderna y estilizada del restaurante de comida rápida ofrecía una nueva alternativa y apelaba al instinto de los estadounidenses por las ideas y los productos asociados al progreso, la tecnología y la innovación. Los restaurantes de comida rápida se convirtieron rápidamente en el lugar de comida «en el que todo el mundo estaba de acuerdo», y muchos de ellos ofrecían menús para niños, zonas de juego y caprichosas campañas de marca, como la del icónico Ronald McDonald, diseñadas para atraer a los clientes más jóvenes. Los padres podían tener unos minutos de paz mientras los niños jugaban o se entretenían con los juguetes incluidos en su Happy Meal. Existe una larga historia de campañas publicitarias de comida rápida, muchas de ellas dirigidas a los niños.
El marketing de la comida rápida se centra sobre todo en niños y adolescentes. Entre los métodos publicitarios más populares se encuentran la televisión, la colocación de productos en juguetes, juegos, material educativo, canciones y películas, la concesión de licencias de personajes y el apoyo de famosos, y los sitios web. La publicidad dirigida a los niños se centra principalmente en juguetes gratuitos, películas y otros regalos. Los restaurantes de comida rápida utilizan comidas infantiles con juguetes, mascotas infantiles, colores vivos y zonas de juego para atraer a los niños hacia sus productos. Se calcula que el poder de los niños sobre las compras de sus padres asciende a entre 300.000 y 500.000 millones de dólares al año. La comida rápida se ha convertido en parte de la cultura estadounidense como recompensa para los niños. Negar a un niño «cosas deseables» como el restaurante de comida rápida que es parte de las campañas publicitarias puede causar la estigmatización de los padres cuando es común entre otros padres cumplir con los deseos de sus hijos.
La gran atención prestada a los niños por la industria de la comida rápida ha creado controversia debido al creciente problema de la obesidad infantil en Estados Unidos. Como resultado de este enfoque, en 2008 se creó una coalición dirigida por el Council of Better Business Bureaus llamada Children's Food and Beverage Advertising Initiative (CFBAI), para detener los anuncios dirigidos a los niños o para promover sólo lo que el consejo denomina productos «mejores para ti» en los anuncios dirigidos a los niños. Sin embargo, no fue hasta 2011 cuando el Congreso solicitó que el CFBAI, la FDA, el Departamento de Agricultura y los Centros para el Control y la Prevención de Enfermedades establecieran directrices. Hay dos requisitos básicos identificados en las directrices para los alimentos que se anuncian para los niños: (1) El alimento tiene que incluir ingredientes saludables; (2) El alimento no puede contener cantidades no saludables de azúcar, grasas saturadas, grasas trans y sal. Las directrices son voluntarias, pero las empresas se ven sometidas a una fuerte presión para cumplirlas. Una vez que una empresa cumple las directrices, tiene entre 5 y 10 años para hacerlo. Muchas industrias de comida rápida han empezado a cumplir las directrices, aunque a muchas empresas les queda camino por recorrer. En 2012, la industria de la comida rápida gastó 4.600 millones de dólares en publicitar productos poco saludables a niños y adolescentes, según un informe del Centro Rudd de Política Alimentaria y Obesidad de Yale. Hay avances al respecto que incluyen guarniciones y bebidas más saludables en la mayoría de las comidas infantiles de los restaurantes de comida rápida. Las directrices se interesan por un estilo de vida más sano para los niños y por el creciente problema de la obesidad estadounidense.
Aunque hoy no sea tan obvio, la comida rápida está en camino hacia alimentos y menús más sanos. Algunos negocios han despegado y tenido éxito en este mercado con alimentos saludables y, debido a muchas preocupaciones sanitarias y estereotipos sobre la comida rápida, se está convirtiendo en algo esperado. Según Jason Daley, el despegue de la comida rápida saludable se explica por el hecho de que «ha dejado de ser algo; ahora, simplemente se espera».
En otras partes del mundo, los establecimientos de comida rápida estadounidenses y de estilo estadounidense han sido populares por su calidad, servicio al cliente y novedad, aunque a menudo son el blanco de la ira popular contra la política exterior estadounidense o la globalización en general. No obstante, muchos consumidores los consideran símbolos de la riqueza, el progreso y la apertura ordenada de la sociedad occidental, por lo que se han convertido en atracciones de moda en muchas ciudades del mundo, sobre todo entre los jóvenes con gustos más variados.

### Impacto
Con el tiempo, los restaurantes de comida rápida han ido creciendo rápidamente, sobre todo en los barrios urbanos. Según una investigación estadounidense, los barrios de bajos ingresos y predominantemente afroamericanos están más expuestos a los establecimientos de comida rápida que las zonas de mayores ingresos y predominantemente blancas. Esto ha puesto en tela de juicio si los barrios urbanizados fueron el objetivo, lo que provoca un grupo de personas más insalubres en comparación con las personas de un estatus socioeconómico más alto. También se ha demostrado que hay menos posibilidades de encontrar un restaurante de comida rápida en un barrio suburbano. En un estudio sobre determinadas localidades estadounidenses, Morland et al. (2002) descubrieron que el número de restaurantes de comida rápida y bares era inversamente proporcional a la riqueza del barrio, y que las zonas residenciales predominantemente afroamericanas tenían cuatro veces menos probabilidades de tener un supermercado cerca que las zonas predominantemente blancas.

### Cronología de innovaciones
- 1872: Walter Scott, de Providence (Rhode Island), equipa un carro de comida tirado por caballos con una sencilla cocina para ofrecer cenas calientes a los trabajadores.[47]
- 1916: Walter Anderson construye el primer White Castle en Wichita, Kansas, en 1916, introduciendo la hamburguesería de menú limitado, gran volumen, bajo coste y alta velocidad.[47]
- 1919: A&W Root Beer saca su producto de las fuentes de soda y lo introduce en los puestos de carretera.[47]
- 1921: A&W Root Beer empezó a franquiciar su jarabe.[47]
- 1930s: Howard Johnson's fue pionero en el concepto de franquicia de restaurantes, estandarizando formalmente los menús, la señalización y la publicidad.[47]
- 1967: McDonald's abre sus primeros restaurantes fuera de Estados Unidos.[48]

### Halal
La introducción de la opción halal por parte de algunas empresas de comida rápida vio la expansión de las cadenas de comida rápida en países de mayoría musulmana ha dado lugar a un aumento de las opciones de restauración en naciones no occidentales y también ha incrementado los ingresos de algunas cadenas de restauración occidentales. Algunos establecimientos que ofrecen opciones halal son KFC, Nando's, Pizza Express y Subway. McDonald's realizó un ensayo, pero decidió que el coste de las operaciones sería demasiado elevado. También ha habido casos judiciales en los que se han visto implicadas empresas de nueva creación durante intentos de alterar el método certificado halal mediante el sacrificio a máquina, que va en contra de las creencias de algunos musulmanes. Sin embargo, la tendencia hacia el halal ha sido impopular en algunas comunidades, lo que en ocasiones ha dado lugar a peticiones en Internet.

## Críticas
La industria de la comida rápida es un blanco popular para los críticos, desde activistas antiglobalización como José Bové hasta grupos de activistas vegetarianos como PETA, incluyendo a los propios trabajadores. En la década de 2010 se produjeron varias huelgas de trabajadores de la comida rápida en Estados Unidos.
En su exitoso libro de 2001 Fast Food Nation, el periodista de investigación Eric Schlosser lanzó una amplia crítica socioeconómica contra la industria de la comida rápida, documentando cómo ésta pasó de ser un pequeño negocio familiar (como la hamburguesería de los hermanos McDonald) a convertirse en un gigante multinacional cuyas economías de escala transformaron radicalmente la agricultura, el procesamiento de la carne y los mercados laborales a finales del siglo XX. Schlosser sostiene que, si bien las innovaciones de la industria de la comida rápida han proporcionado a los estadounidenses más opciones gastronómicas y más baratas, el precio ha sido la destrucción del medio ambiente, la economía y las comunidades rurales de Estados Unidos, al tiempo que se ha protegido a los consumidores de los costes reales de su cómoda comida, tanto en términos de salud como del impacto más amplio de la producción y el procesamiento de alimentos a gran escala sobre los trabajadores, los animales y la tierra.
La industria de la comida rápida es popular en Estados Unidos, ya que es fuente de la mayor parte de su innovación, y muchas grandes cadenas internacionales tienen allí su sede. Son consideradas como símbolos del dominio estadounidense y del imperialismo cultural percibido, las franquicias estadounidenses de comida rápida han sido a menudo el blanco de protestas antiglobalización y manifestaciones contra el gobierno de Estados Unidos. En 2005, por ejemplo, unos alborotadores de Karachi (Pakistán), enfurecidos inicialmente por el atentado contra una mezquita chií, destruyeron un restaurante de KFC.

## Aspectos legales
En agosto de 2002, un grupo de niños con sobrepeso de Nueva York presentó una demanda colectiva contra McDonald's Corporation en la que pedían una indemnización por los problemas de salud relacionados con la obesidad, la mejora del etiquetado nutricional de los productos McDonald's y la financiación de un programa para educar a los consumidores sobre los peligros de la comida rápida. Esto provocó una intensa respuesta, en su mayoría negativa, en los medios de comunicación, con columnistas que calificaron este caso de «demanda caricaturesca».
Este tipo de litigio plantea la importante cuestión de quién, si es que hay alguien, debe responder de las consecuencias económicas y para la salud pública de la obesidad.
En 2003, McDonald's fue demandada ante un tribunal de Nueva York por una familia que alegaba que la cadena de restaurantes era responsable de la obesidad de su hija adolescente y de los problemas de salud concomitantes. Al manipular el sabor, el contenido de azúcar y grasa de los alimentos y dirigir su publicidad a los niños, la demanda sostenía que la empresa engañaba a propósito al público sobre el valor nutritivo de sus productos. Un juez desestimó el caso, pero a la industria de la comida rápida no le gustó la publicidad de sus prácticas, en particular la forma en que se dirige a los niños en su publicidad. Aunque no se han materializado más demandas, el tema se mantiene vivo en los medios de comunicación y en los círculos políticos por quienes promueven la necesidad de una reforma del sistema de agravios (torts).
En respuesta a esto, la Cámara de Representantes de EE. UU. aprobó en 2004 la «Cheeseburger Bill», que posteriormente se estancó en el Senado. La ley se volvió a presentar en 2005, pero corrió la misma suerte. Esta ley pretendía «[prohibir] las demandas frívolas contra productores y vendedores de alimentos y bebidas no alcohólicas derivadas de reclamaciones por obesidad». El proyecto de ley surgió debido al aumento de demandas contra cadenas de comida rápida por parte de personas que afirmaban que comer sus productos les provocaba obesidad, desvinculándose de toda culpa.